# Discorbites
Discorbites, en ocasiones erróneamente denominado Discorbitus, es un género de foraminífero bentónico considerado un sinónimo posterior de Discorbis de la familia Discorbidae, de la superfamilia Discorboidea, del suborden Rotaliina y del orden Rotaliida. Su especie tipo era Discorbites vesicularis. Su rango cronoestratigráfico abarca el Holoceno.

## Clasificación
Discorbites incluía a la siguiente especie:
- Discorbites vesicularis, aceptado como Discorbina vesicularis